# Bollente
Bollente è un singolo dei cantanti italiani Ludwig e Sabrina Salerno, pubblicato il 13 giugno 2025.

## Descrizione
Prodotto dallo stesso Ludwig, il brano è una rivisitazione in lingua italiana della canzone Caliente del cantante colombiano Jay Santos, che ottenne un discreto successo europeo nel 2013.

## Promozione
Il giorno della publicazione del brano, i due cantanti hanno ha eseguito il brano per la prima volta dal vivo nel corso della seconda tappa del 105 Summer Festival a Venezia.

## Video musicale
Il video musicale, diretto da Marco Braia e ambientato a Mykonos, è stato pubblicato il 1º luglio 2025 sul canale YouTube di Ludwig.

## Tracce
Testi e musiche di Ludwig.
1. Bollente – 3:20